# Daphoenositta
Daphoenositta (conegut també com a Neositta) és l'únic gènere d'ocells de la família dels neosítids (Neosittidae) localitzats a Australàsia.

## Descripció
S'assemblen als pica-soques, però encara que es va considerar que formaven part d'aquesta família durant molts anys, ara tenen la seva pròpia. No migren més que per moviments locals.
Són petits ocells del bosc amb el bec prim que l'utilitzen per extreure els insectes de l'escorça. Els nius són copes obertes en branques bifurcades.
Les espècies de neosites són petits passeriformes que s'assemblen als pica-soques en aparença. Les ales són llargues i amples, i quan s'estenen s'observen clarament dits a les puntes. Tenen un vol generalment maldestre, cosa que pot explicar la incapacitat per colonitzar un hàbitat adequat a illes com Tasmània. Les potes són curtes, però els dits són llargs malgrat que mostren poca adaptació a l'escalada. Tenen la cua curta i fan entre 10 i 14 cm de llargada i 8 i 20 g de pes, la neosita negra tendeix a ser una mica més grossa i pesada.
El bec és en forma de punyal en el cas de la neosita negra, lleugerament cap amunt en la de Nova Guinea i la australiana. El plomatge de la neosita negra és majoritàriament negre amb la cara vermella; la de la neosita australiana és més complexa, amb les nombroses subespècies que tenen moltes variacions. La neosita de Nova Guinea presenta ulleres grogues i grans franjes fosques al dors i al ventre. Les diferents subespècies varien enormement en el patró del cap, que van des de cap negre a cap blanc, amb ratlles a sense ratlles.
Algunes subespècies tenen el cap completament negre, d'altres blanc i altres la capçada fosca i el coll més pàl·lid. el dors de la majoria de les subespècies és de color gris amb les ales més fosques i les parts inferiors són generalment ratllades o blanques. Totes les neosites presenten cert dimorfisme sexual en el plomatge.

## Hàbitat i comportament
Són ocells generalment inquiets movent-se entre mig de matolls i boscos. A Austràlia generalment eviten només la densa selva tropical, mentre que a Nova Guinea aquest és l'únic hàbitat on habiten, evitant només els boscos de terra baixa. Generalment, es troben en baixa densitat, entre 0,1 i 0,6 ocells per hectàrea, i són sedentaris. Les neosites generalment són molt socials, normalment es troben en grups de cinc o més individus i més rarament en parelles. Diferents estudis a Nova Gal·les del Sud suggereixen que viuen en clans de vuit a dotze individus i defensen territoris mutus contra altres grups. Dins dels grups, l'abillament mutu és habitual, i al vespre mantenen els grups. Al vespres, els ocells que es desplacen als dormitoris ho fan en moments lleugerament diferents, cronometrant l'arribada a intervals de 30 a 60 segons, presumiblement per no cridar l'atenció dels possibles depredadors. Els llocs de descans solen ser en arbres alts, sobre branques mortes i lleugerament inclinades. Tots els ocells del grup se'n posen un al costat de l'altre, tocant-se i mirant en la mateixa direcció. Entre els ocells australians, les neosites solen ser les primeres a arribar als llocs de descans al vespre i les últimes a sortir al matí, encara que no són necessàriament les primeres a dormir o les darreres a despertar-se. Al lloc del descans, la posició ocupada al llarg de la branca generalment no és aleatòria; els mascles solen adoptar posicions a les vores del grup mentre que els ocells joves solen trobar-se al centre.

### Dieta i alimentació
El component principal de la dieta de les neosites són els insectes i altres artròpodes. En un estudi a Nova Gal·les del Sud, els escarabats adults eren el component més comú (~36%) de la dieta; particularment afavorits eren els corcs, les marietes, els escarabats Chrysomelidae i els escarabats Elateridae. Una quarta part més de la dieta estava composta per aranyes i altres insectes. També es van agafar larves d'escarabats i arnes, llagostas, tèrmits, vespes i abelles. Les formigues són presents en relativa poca freqüència en comparació amb altres ocells australàsics en nínxols similars. La proporció de qualsevol element a la dieta aparentment varia geogràficament i estacionalment, per exemple, un altre estudi va trobar que les larves d'escarabats constituïen el 87% de la dieta. La dieta de la neosita negra ha estat poc estudiada, com altres aspectes de la seva biologia, encara que el contingut estomacal d'una que es va examinar contenia erugues i aranyes.
Les neosites s'alimenten en branques horitzontals i els troncs dels arbres. Les tècniques d'alimentació s'han descrit com saltant ràpidament al llarg d'una branca horitzontal, aturant-se breument per mirar la presa i, ocasionalment, penjar-se sota la branca, però generalment a sobre d'ella. La major part del temps el passa entre les branques més que als troncs. Els ocells que són als troncs poden desplaçar-se cap amunt o cap avall. Al bosc, les solen alimentar-se al dosser. Hi ha diferències sexuals en l'alimentació, amb mascles i femelles que opten per alimentar-se en microhàbitats lleugerament diferents dins de l'arbre. Les preses s'obtenen generalment directament de l'escorça, encara que en alguns casos surten de la branca per agafar preses aèries. Després caçar la presa, les neosites utilitzen els peus per subjectar-la mentre la devoren, de manera semblant als lloros, i també usaran els peus per retenir tires d'escorça per tal de fer palanca per sota. Fins i tot hi ha hagut informes aïllats d'ús d'eines en algunes poblacions de neosites: Van usar pals per treure les larves d'escarabats de les cavitats, d'una manera similar a com ho fa el pinsà de Darwin picot de les illes Galápagos.

### Criança
Se sap molt poc sobre la reproducció de qualsevol de les espècies de neosites a Nova Guinea, tot i que s'han observat neosita negra en condicions de reproducció a l'agost i al maig, el que suggereix que poden ser reproductors bianuals o reproductors durant tot l'any. Les variades poblacions de neosita a Austràlia són criadors cooperatius (i la composició del grup de neosita negra suggereix que també ho són), i possiblement ho han de ser per tenir èxit. Hi ha algunes evidències que no només els grups cooperen en la cria de les cries, no és una estratègia poc habitual en els ocells, sinó que tenen un sistema de cria plural, on més d'una parella nidifica dins del grup , i el grup ajuda a criar ambdues cries. Fins i tot hi ha hagut casos de dues femelles compartint un niu.
En un estudi a Nova Gal·les del Sud es va comprovar que el 95% dels nius es trobaven en escorces fibroses, especialment l'espècie Eucalyptus macrorhycha. Els nius gairebé sempre estaven situats a dalt de l'arbre. La construcció del niu triga uns 7 dies, però el folre i la decoració del niu triga uns quants dies més. Les tasques de construcció del niu eren compartides entre el grup i la velocitat de construcció depenia del nombre d'ocells implicats. Els nius solen col·locar-se a la punta de dues branques, i és una copa profunda decorada a l'escorça de l'arbre on està construït, camuflant-lo així. La femella reproductora (o les femelles si n'hi ha dues que comparteixen el niu) pon i incuba al voltant de 2-3 ous durant 19-20 dies. Durant la incubació, la femella reproductora és alimentada pel mascle reproductor i ajudants. Després de l'eclosió, la femella cria els pollets durant uns dies, fins a dues setmanes a la nit. Els pollets s'alimenten durant 19-20 dies al niu. Després de l'envol, els pollets tenen un període prolongat de cura parental que pot durar fins a 80 dies, encara que 60 dies és més habitual.

## Evolució i taxonomia
Les veritables afinitats evolutives del sítids s'han vist enterbolides durant molt de temps per la gran semblança amb els pica-soques de l'hemisferi nord. Fins a l'any 1967 algunes autoritats van conservar els sítids en aquesta família, tot i que els dubtes sobre aquesta col·locació s'havien manifestat en les dècades anteriors. Tant la seva tècnica d'escalada com la morfologia general són extremadament semblants; no obstant això, es diferencien tant en la socialitat com en el comportament nidificant, ja que els neosítids creen nius a les branques mentre que els sítids nien a les cavitats dels arbres. A més, les especificitats de la morfologia de les potes diferien ja que els neosites tenen els músculs de les potes més semblants als menjamels. Aleshores, la seva ubicació es va traslladar a diverses famílies, incloent-hi els timàlids Vell Món, els veritables pica-soques (Certhiidae, que es distribueixen per l'Holàrtic i l'Àfrica) i els australians (Climacteridae). S.A. Parker va suggerir la seva relació amb la radiació australiana dels passeriformes a partir del color dels ous, l'estructura del niu i el plomatge dels nius, i la seva posició en aquesta radiació va ser reivindicada pels estudis d'hibridació ADN-ADN de Sibley i Ahlquist. Aquests investigadors van col·locar les neosites en una tribu monotípica dins de la superfamília Corvoidea. Avui estàn separats i inclosos en la seva pròpia família en un clade proper als picots i picabaies (Melanocharitidae) i als xiuladors (Pachycephalidae). Un estudi de genètica molecular publicat el 2019 va trobar que la família Neosittidae era germana de la família Mohouidae que contenia la mòhua daurada, la mòhua capblanca i la mòhua menuda.
Les neosites comprenen un únic gènere, Daphoenositta, que ara conté tres espècies. Dues d'elles, la negra i l'australiana, es considerava que eren dos gèneres, però quan es van agrupar els dos es va adoptar el nom del gènere de la neosita negra menys comuna (a causa de la prioritat), mentre que la família va conservar el nom familiar basat en el sinònim menor (Neositta). Es pensava que l'espècie més comuna, la neosita australiana, representava diverses espècies separades, incloses cinc espècies a Austràlia, però malgrat la considerable variació en el plomatge, hi ha zones extenses d'hibridació on les formes es superposen (incloent-hi una zona de Queensland on existeixen les cinc subespècies australianes), i ara es creu que és una sola espècie amb onze subespècies. La neosita negra té tres subespècies reconegudes.
Daphoenositta trevorworthyi és una espècie fòssil de neosita del Miocè mitjà, que representa el registre fòssil més antic conegut de la família de les neosites. L'espècie es va descriure a partir d'un tibiotars distal descobert a l'àrea del Patrimoni Mundial de Riversleigh al nord-oest de Queensland, Austràlia.
Segons la Classificació del Congrés Ornitològic Internacional (versió 15.1, 2025) aquest gènere està format per tres espècies:
- Daphoenositta papuensis - neosita de Nova Guinea.
- Daphoenositta chrysoptera - neosita australiana.
- Daphoenositta miranda - neosita negra.